# Demonstracje w Czechosłowacji (1969)
Demonstracje w Czechosłowacji – brutalnie stłumione demonstracje 21 sierpnia 1969 r., w rocznicę inwazji na Czechosłowację.
21 sierpnia 1968 r. nastąpiła inwazja na Czechosłowację, która stłumiła praską wiosnę. Przez następny rok, mimo okupacji, życie polityczne i kulturalne nadal było relatywnie swobodne, panowała wolność słowa, odbywały się rozliczne demonstracje, a Aleksander Dubček mimo utraty stanowiska szefa partii, nadal był przewodniczącym parlamentu.
21 sierpnia 1969 r. ludzie w Pradze, Brnie, Bratysławie, Koszycach i innych miastach wyszli na ulice w rocznicę najazdu, by zaprotestować przeciw okupacji i zmianom będącym jej następstwami. Władze Czechosłowacji odpowiedziały z niespotykaną w poprzednim roku brutalnością, wysyłając do pacyfikacji demonstracji wojsko i milicję. Łącznie w demonstracjach zginęło pięć osób, a ponad 500 było rannych. Dzień później parlament błyskawicznie uchwalił ustawę, która dawała siłom bezpieczeństwa specjalne uprawnienia do tłumienia oporu siłą, a Aleksander Dubček również ją poparł.
Po wydarzeniach 21 sierpnia 1969 r. nastąpił gwałtowny zanik społecznego oporu.